# Giải âm nhạc của Hội đồng Bắc Âu
Giải âm nhạc của Hội đồng Bắc Âu là một giải thưởng của "Ủy ban âm nhạc Bắc Âu" (NOMUS) - trực thuộc Hội đồng Bắc Âu - dành cho âm nhạc ở các nước Bắc Âu trong lãnh vực sáng tác và biểu diễn.
Giải này được thành lập từ năm 1965, ban đầu chỉ trao mỗi 3 năm. Từ năm 1990, giải được trao xen kẽ hàng năm: một năm cho tác phẩm nhạc xuất sắc do nhạc sĩ Bắc Âu hiện còn sống sáng tác, một năm cho nhạc sĩ hoặc ban nhạc Bắc Âu biểu diễn đạt tiêu chuẩn nghệ thuật và kỹ thuật cao.
Khoản tiền thưởng của giải hiện nay là 350.000 krone Đan Mạch (tương đương 47.000 euro).

## Các tác phẩm hoặc nhạc sĩ, ban nhạc đoạt giải
Dưới đây là danh sách các tác phẩm hoặc nhạc sĩ, ban nhạc đoạt giải:
- 1965: Aniara (opera) bởi Karl-Birger Blomdahl, Thụy Điển
- 1968: Tredje symfonien (Third symphony) bởi Joonas Kokkonen, Phần Lan
- 1970 Drömmen om Thérése (arenaopera) bởi Lars Johan Werle, Thụy Điển
- 1972 Eco (solo giọng nữ cao, ca đoàn hỗn hợp, dàn nhạc) bởi Arne Nordheim, Na Uy
- 1974 Gilgamesh (opera) bởi Per Nørgård, Đan Mạch
- 1976 Konsert för flöjt och orkester bởi Atli Heimir Sveinsson, Iceland
- 1978 Ryttaren (opera) bởi Aulis Sallinen, Phần Lan
- 1980 Symfoni/Antifoni bởi Pelle Gudmundsen-Holmgreen, Đan Mạch
- 1982 Utopia bởi Åke Hermansson, Thụy Điển
- 1984 De ur alla minnen fallna (Requiem) bởi Sven-David Sandström, Thụy Điển
- 1986 Poemi for solo violin and string orchestra bởi Hafliði Hallgrímsson, Iceland
- 1988 Kraft (dàn nhạc giao hưởng, điện tử) bởi Magnus Lindberg, Phần Lan
- 1990 Gjennom Prisme (cello, organ, dàn nhạc) bởi Olav Anton Thommessen, Na Uy
- 1991 Nils-Henning Ørsted Pedersen, nhạc sĩ chơi bass Jazz Đan Mạch, giải nghệ sĩ
- 1992 Symfoni nr 1 by Anders Eliasson, Thụy Điển
- 1993 Mellersta Österbottens Kammarorkester, Phần Lan, giải nghệ sĩ
- 1994 Det Sjungande Trädet (opera) bởi Erik Bergman, Phần Lan
- 1995 Eric Ericson, Thụy Điển, người điều khiển ban hợp ca, giải nghệ sĩ
- 1996 Sterbende Gärten concerto cho violon và dàn nhạc bởi Bent Sørensen, Đan Mạch
- 1997 Björk (Guðmundsdóttir), Iceland, ca sĩ, giải nghệ sĩ
- 1998: Concert cho clarinet và dàn nhạc bởi Rolf Wallin, Na Uy
- 1999 Leif Segerstam, Phần Lan, người điều khiển ca đoàn, giải nghệ sĩ
- 2000 Lonh for soprano and electronics bởi Kaija Saariaho, Phần Lan
- 2001 Palle Mikkelborg, nhạc sĩ chơi trumpet, Đan Mạch
- 2002 Symphony no. 1 - Oceanic Days bởi Sunleif Rasmussen, Quần đảo Faroe
- 2003 Mari Boine, ca sĩ, Na Uy
- 2004 Gudrun's 4th song bởi Haukur Tómasson, Iceland
- 2005 Ensemble Cikada, Na Uy
- 2006 ...fetters... bởi Natasha Barrett, Na Uy
- 2007 The Eric Ericson Chamber Choir của Stockholm
- 2008 Miki Alone của nhà soạn nhạc Đan Mạch Peter Bruun[4]
- 2009 Kari Kriikku, nhạc sĩ chơi clarinet, Phần Lan[5]
- 2010 Lasse Thoresen, nhà soạn nhạc, Na Uy[6]
- 2011 Mats Gustafsson, nhạc sĩ chơi saxophon, Thụy Điển[7]